# عمود (هندسة ميكانيكية)

صورة متحركة للعمود

العمود (بالإنجليزية: Shaft)‏ هو عضو دوّار في الآلات، غالبًا ما يكون دائري المقطع، يستخدم لنقل الطاقة من جزء لآخر، أو من آلة تتنتج الطاقة لآلة أخرى تستهلكها. تركّب عدة أجزاء عليه مثل البكر والتروس.

## أنواعه
تقسم العمدان إلى نوعين رئيسيين:
- عمدان نقل، وتستخدم لنقل الطاقة بين المصدر وآلة أخرى تستهلكها.
- عمدان الآلات، وتكون جزء لا يتجزأ من الآلة نفسها، ومثال على ذلك عمود المرفق.عمود المرفق كمثال على العمدان الرئيسية في الآلات.

عمود المرفق كمثال على العمدان الرئيسية في الآلات.

## مواده
يستخدم الصُلب المطيلي (بالإنجليزية: Mild Steel)‏ عادة في تصنيع العمود. وفي حال تطلب الأمر قوى كبيرة، تستخدم سبائك الصلب مثل سبائك الصلب مع النيكل أو النيكل كروم أو الكروم والفاناديوم. ويصنع العمود عادة بعملية الدرفلة على الساخن، ويشطّب لمقاسه النهائي بعملية السحب على البارد أو الخراطة والتجليخ.

## الفرق بين العمود والمحور
العمود:
·      يستعمل لنقل قدرة من عنصر لاخر.
·      يتعرض العمود غالبا لاجهاد فتل واجهاد قص وعند تصميم العامود يجب التركيز على قدرة تحمله لاجهاد الفتل.
·      ومثال للاعمدة: في الاليات يتم استعمال العمود لنقل العزم والدوران من العنصر القائد للعناصر الباقية.
·      العمود عنصر دوار وعادة ما يكون ذو مقطع عرضي دائري.
المحور:
·     يخضع لاحمال تسبب الانحناء.
·      وبسبب ارتكاز الاحمال على المحور يتم تصميمه كما يتم تصميم العارضة.
·      يستعمل المحور لسند العجلات الدوارة والبكرات وما شابه.
·      المحور هو عنصر غير دوار (ثابت) ولا ينقل أي عزم.

## الأبعاد القياسية[2]

### عمدان الآلات
- حتى 25 مم بخطوة 0.5 مم

### عمدان النقل
- 25 مم إلى 60 مم بخطوة 5 مم
- 60 مم إلى 110 مم بخطوة 10 مم
- 110 مم إلى 140 مم بخطوة 15 مم
- 140 مم إلى 500 مم بخطوة 20 مم

الأطوال القياسية للعمدان هي 5 و6 و7 متر.

## الإجهادات
يتعرض العمود للإجهادات التالية:
1. إجهادات قص نتيجة نقلها للعزم (نتيجة حمل الالتواء)
2. إجهادات انحناء (شد وضغط) نتيجة القوى المؤثرة على أجزاء الآلة مثل التروس والبكر، بالإضافة لوزن العمود نفسه.
3. إجهادات مركبة نتيجة أحمال الفتل والانحناء.مثال على إجهاد الفتل لعمود مربع المقطع.

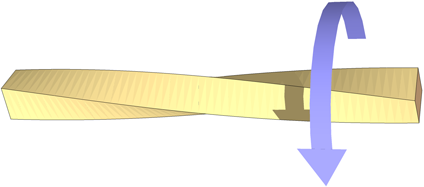
مثال على إجهاد الفتل لعمود مربع المقطع.

## إجهادات التصميم
أقصى إجهاد (تصميمي/نظري) مسموح به في إجهاد الانحناء (شد أو ضغط) يكون كالآتي:
1. 112 نيوتن/مم2 للعمدان بسماحية لمجرى للخابور.
2. 84 نيوتن/مم2 للعمدان بدون سماحية لمجرى للخابور.

أما أقصى إجهاد قص (تصميمي/نظري) يكون كالآتي:
1. 56 نيوتن/مم2 للعمدان بسماحية لمجرى للخابور.
2. 42 نيوتن/مم2 للعمدان بدون سماحية لمجرى للخابور.

## روابط خارجية
- وسيلة للتحقق من موافقة العمدان للمعايير على الإنترنت